# ЦУМ (Волгоград)
ЦУМ (на руски: Центральный Универмаг) е сграда и бивш търговски обект в град Волгоград. Сградата е исторически паметник в стил Сталински барок с федерално значение и архитектурен паметник с регионално значение.

## История
Сградата е построена през 1938 г. по проект на Мария Цубикова. Намира се на кръстовището на улица „Островски“ и Площада на падналите борци. Благодарение на ъгловото си разположение сградата получава красив заоблен централен вход. Универсалният магазин се смята за един от най-красивите в предвоенния СССР.
По време на Великата отечествена война универсалният магазин е частично разрушен. През януари 1943 г. в сутерена се помещава щабът на германската 6-а армия. Тук на 31 януари 1943 г. командващият армията генерал-фелдмаршал Фридрих Паулус се предава.
През 1949 г. универсалният магазин е възстановен по проект на И. Белдовски. През 1965 г. поради промяна на формата на площада е направено разширение от страната му към универсалния магазин, вградено в общата линия на фасадите.
През 2012 г. сутеренът на универсалния магазин е прехвърлен под оперативното управление на Музея резерват „Битката при Сталинград“, в рамките на който през същата година е открит Музеят на паметта.
В момента универсалният магазин не изпълнява търговски функции. По време на ремонта през 2023 г. в сградата е открит музей и изложбен център.